# 橫溝由里
橫溝由里（日语： Yokomizo Yuri），日本插畫家、平面設計師。出身於東京都。多摩美術大學卒業。被稱為San-X角色「角落小夥伴」的創作者。

## 來歷
橫溝由里本身喜歡畫畫，想以此為職業，但她對畫人物不感興趣，所以她想以動物和其他事物的可愛插圖為職業，並決定設計角色商品。
小學4年級時，她偶然發現San-X角色「趴趴熊」，被其獨特的設計所吸引，於是購買了角色週邊商品。這引發了她對San-X的興趣，中學時期為家裡買了一台電腦時，她開始在網路上研究San-X。高中時期，她發現了公司的角色「拉拉熊」，對San-X的興趣與日俱增，她認為可以在這家公司做得很好，決定加入該公司。
2011年她加入San-X。次年2012年，公佈角色「角落小夥伴」，成為熱門角色。
2016年，提出了將角落小夥伴製作成動畫電影的計劃，並於2019年推出了《角落小夥伴：魔法繪本裡的新朋友》。
2020年10月16日，她在自己的Twitter上宣布離開San-X，成為自由工作者。離開公司後，他繼續參與「角落小夥伴」製作團隊，並在其官方網站上，創建了新角色「朗萌綺盟」，官方網路商店也販售原廠「朗萌綺盟」商品。
2021年，「角落小夥伴」再次被製作成動畫電影，《角落小夥伴：藍色月夜的魔法之子》於同年11月5日上映。
此外，2023年，《角落小夥伴：奇幻的玩具工廠》上映。

## 主要作品
- 角落小夥伴
- 朗萌綺盟[6]

## 腳註

## 相關項目
- 角落小夥伴
- San-X

## 外部連結
- （日語）—橫溝由里的官方個人網站。
- 橫溝由里的X（前Twitter） （日語）
- 橫溝由里的Instagram帳戶 （日語）